# Зирянське
Зиря́нське (рос. Зырянское) — село, центр Зирянського району Томської області, Росія. Адміністративний центр Зирянського сільського поселення.
У селі народився Герой Радянського Союзу Єгоров Гаврило Йосипович (1918-1948).

## Населення
Населення — 5632 особи (2010; 6267 у 2002).
Національний склад (станом на 2002 рік):
- росіяни — 95 %